# Tiberius Claudius Nero (consul en -202)
Pour les articles homonymes, voir Claudius Nero.
Tiberius Claudius Nero est un homme politique de la République romaine. 
Arrière-petit-fils d'Appius Claudius Caecus, il fait partie des Claudii Nerones patriciens romains membres d'une branche de la gens des Claudii, dont seront issus les futurs empereurs Tibère, Caligula, Claude et Néron par sa mère, tous ses descendants, deux siècles plus tard.
Il est le cousin germain de Caius Claudius Nero (consul en 207 av. J.-C.).
En 204 av. J.-C., il est préteur en Sardaigne. En 202 av. J.-C., il est consul.
Il est un ascendant de Tiberius Claudius Nero.